# Mispila punctifrons
Mispila punctifrons är en skalbaggsart som beskrevs av Stefan von Breuning 1938. Mispila punctifrons ingår i släktet Mispila och familjen långhorningar. Inga underarter finns listade i Catalogue of Life.